# جاي إدوارد آدامز
جاي إدوارد آدامز (بالإنجليزية: Jay E. Adams)‏ (و. 1929  م) هو مؤلف، وعالم عقيدة، وأستاذ جامعي، وعالم نفس أمريكي، ولد في بالتيمور.

## التعليم
تعلم في جامعة جونز هوبكينز، وجامعة تمبل، وجامعة ميسوري.